# فلسفه آفریقایی
فلسفه آفریقایی (به انگلیسی: African philosophy) گفتمانی فلسفی است که در آفریقا و بومیان آفریقا تولید شده‌است. اصطلاح فلسفه آفریقایی فلسفه‌ای ساخته‌شده توسط نوادگان آفریقایی، از جمله آمریکایی‌های آفریقایی‌تبار است. فیلسوفان آفریقایی در زمینه‌های مختلف آکادمیک فلسفه کنونی مانند متافیزیک، معرفت‌شناسی، فلسفه اخلاق و فلسفه سیاسی یافت می‌شوند.
یک موضوع خاص که چندین فیلسوف مدرن آفریقایی دربارهٔ آن نوشته‌اند، موضوع آزادی و معنای آزاد بودن یا تجربه کاملِ بودن است. فلسفه در آفریقا تاریخ غنی و متنوعی دارد که بخشی از آن در طول زمان از بین رفته‌است. برخی از قدیمی‌ترین متون فلسفی جهان در مصر باستان (کمت) تولید شده‌اند که به زبان کاهنان و روی پاپیروس نوشته شده‌اند. ۱۰۰۰ تا ۲۲۰۰ قبل از میلاد، یکی از اولین فیلسوفان شناخته‌شده آفریقایی، پتاه‌هتپ، فیلسوف مصر باستان بود. یونانیان باستان، پیشینیان مصری را یاد کرده‌اند، و در قرن پنجم پیش از میلاد، فیلسوف ایزوکراتس اعلام کرد که نخستین متفکران یونانی برای جستجوی دانش به مصر سفر کرده‌اند. یکی از آن‌ها فیثاغورس ساموسی که «اولین بار بود که فلسفه را برای یونانیان به ارمغان آورد.»
در قرن بیست و یکم، تحقیقات جدید مصرشناسان نشان داد که به نظر می‌رسد کلمه «فیلسوف» خود از مصر سرچشمه می‌گیرد: واژه philosophos به معنی «عاشق خرد» خود وام گرفته و ترجمه مفهوم مصری مرخ (Mr-rḫ) است که در لغت به معنای «عاشق خرد» یا دانش است. در اوایل و اواسط قرن بیستم. جنبش‌های ضد استعماری تأثیر شگرفی بر توسعه فلسفه سیاسی مدرن آفریقایی گذاشتند. یکی از نمونه‌های معروف آثار فلسفی اقتصادی که از این دوره پدیدار شده، فلسفه سوسیالیستی آفریقایی «اوجاما» بود که در تانزانیا و سایر بخش‌های جنوب شرقی آفریقا مطرح شد. این تحولات فلسفی سیاسی و اقتصادی آفریقا تأثیر قابل توجهی بر جنبش‌های ضد استعماری بسیاری از مردم غیرآفریقایی در سراسر جهان داشت.

## انواع فلسفه آفریقایی

### فلسفه پیشامدرن

#### شمال آفریقا
در شمال آفریقا، محور توسعه سنت فلسفی مصر باستان مصر و سودان، مفهوم «ماعت» بود، که به «عدالت»، «حقیقت» و به «آنچه درست است» اشاره داشت. یکی از نخستین آثار فلسفی سیاسی، «اصول اخلاقی پتاه‌هتپ» بود که برای قرن‌ها به دانش‌جویان فلسفه مصری آموزش داده می‌شد.
مصر باستان متون فلسفی متعددی دارد که در سال‌های اخیر مورد بررسی محققان قرار گرفته‌است. انجمن فلسفی آمریکا (APA) در این خصوص متن کلاسیک جاودانگی نویسندگان (۱۲۰۰ قبل از میلاد) را منتشر کرده‌است. همچنین تعلیمی برای همه، قرن سیزدهم پیش از میلاد، که به انسان‌های عادی توصیه‌هایی را پیشنهاد می‌کند. طنز معاملات نوشته ختی; و متن آمن‌ناخت (۱۱۷۰–۱۱۴۰ قبل از میلاد) دیرالمدینه که در تدریس آن آمده‌است: «خوب است مدرسه را تمام کنی، بهتر از بوی شکوفه‌های نیلوفر در تابستان».
فیلسوفان مصر باستان کمک‌های مهمی به فلسفه هلنیستی و فلسفه مسیحی کردند. به گفته بوسیریس، فیلسوف یونان باستان، ایسوکراتس، استاد افلاطون، «همه مردم موافقند که مصریان سالم‌ترین و طولانی‌ترین زندگی را در میان انسان‌ها دارند. و سپس برای روح، تربیت فلسفه را معرفی کردند…». در سنت هلنیستی، در قرن سوم پس از میلاد، مکتب تأثیرگذار فلسفی نوافلاطونی توسط فیلسوف مصری فلوطین تأسیس شد. فیلسوف آگوستین (متولد تاگا، الجزایر امروزی، در سال ۳۵۴) مادری مسیحی به نام سنت مونیکا داشت که از آمازیغ (قوم بربر) بود و آگوستین خود را یک آفریقایی (یا پونیکی، با تبار فنیقی) معرفی می‌کرد.

#### غرب آفریقا
برجسته‌ترین سنت‌های فلسفی پیشامدرن آفریقای غربی سنت فلسفی یوروبا و جهان‌بینی متمایزی است که طی هزاران سال توسعه شناسایی شده‌است. مفاهیم فلسفی مانند ایفا، اومولوابی، اَشه و امی اومو اسه، جزء لاینفک این سیستم فلسفی بودند، و کلیت عناصر آن در آنچه در بین یوروباها به نام ایتان شناخته‌می‌شود، موجود است. کیهان‌شناسی و فلسفه‌های آکان، دوگون، سرر و داهومی نیز قابل‌توجه بود.
در سنگامبیای پیش از استعمار (گامبیا و سنگال امروزی)، فیلسوف قرن هفدهم، کوک بارما فال (متولد ۱۵۸۶) به‌عنوان یکی از فیلسوفان مشهور در تاریخ سنگامبیا شهرت یافت. ضرب‌المثل‌های او هنوز توسط سنگالی‌ها و گامبیایی‌ها، در فرهنگ عامه سنگامبیا یاد می‌شود - به‌عنوان مثال در فیلم‌های عثمان سمبن مانند گوئلوار. دیگر متفکران برجسته فلسفی عبارتند از: آلیو ابریما چام جوف، مورخ گامبیایی، و آمادو آمپاته با، قوم‌شناس مالیایی.
یکی از برجسته‌ترین دانشمندان تیمبوکتو احمد بابا (۱۵۵۶–۱۶۲۷) بود که علیه آنچه او «بردگی نژادی» می‌نامید فعالیت‌هایی می‌کرد. یکی از زنان برجسته فیلسوف و نویسندگان خلافت سوکوتو، در نیجریه کنونی، شاهزاده خانم نانا اسما (۱۷۹۳–۱۸۶۴) بود.

#### شاخ آفریقا
در شاخ آفریقا، منابع متعددی وجود دارد که توسعه فلسفه اتیوپی را از هزاره اول به بعد مستند می‌کند. در میان برجسته‌ترین نمونه‌های این سنت، آثار زیرا یاکوب، فیلسوف قرن هفدهم، و شاگردش والدا هیوات، وجود دارند. یاکوب در نوشته‌های خود به بحث از دین، اخلاق و هستی می‌پردازد. او به این باور می‌رسد که هر فردی ایمانش را خودش نیک می‌داند و همه انسان‌ها برابر آفریده شده‌اند.

#### آفریقای جنوبی
در آفریقای جنوبی و آفریقای جنوب شرقی، فلسفه متمایز بانتو که به ماهیت هستی، کیهان و رابطه نوع بشر با جهان می‌پردازد، بیشترین تأثیر را بر تحولات فلسفی مناطق مذکور داشته‌است. فلسفه اوبونتو به‌عنوان یکی از نمونه‌های قابل توجه برآمده از این جهان‌بینی است.

#### آفریقای مرکزی
بسیاری از سنت‌های فلسفی آفریقای مرکزی قبل از مهاجرت بانتوها به جنوب آفریقای مرکزی به‌عنوان ویژگی متحدکننده بسیاری از مردمان نیلوتیک (مردم بومی دره نیل هستند که به زبان‌های نیلوتیک صحبت می‌کنند) و سودانی شناخته شده‌اند، که موجب پیدایش جهان‌بینی‌های متمایزی در مفاهیم زمان، خلقت جهان، طبیعت انسان، و رابطه مناسب بین انسان و طبیعت در اساطیر دینکا، اساطیر ماسای و سنت‌های مشابه شده‌است.

#### دیاسپورایآفریقایی
برخی از سنت‌های فلسفی دیاسپوریک آفریقایی پیشامدرن نیز شناسایی شده‌اند که عمدتاً توسط نوادگان آفریقایی‌ها در اروپا و آمریکا تولید شده‌اند. یکی از فیلسوفان برجسته آفریقایی دیاسپوریک پیشامدرن، آنتون ویلهلم آمو بود که به‌عنوان برده از آوکنو در غنای کنونی برده شد و در اروپا بزرگ شده و تحصیل کرد. و در همان‌جا دکترای پزشکی و فلسفه گرفت و در ادامه استاد دانشگاه فلسفه در دانشگاه‌های هاله و ینا در آلمان شد.

### فلسفه مدرن
هنری اودرا اوروکا، فیلسوف کنیایی، چهار گرایش را در فلسفه مدرن آفریقا متمایز کرده‌است: فلسفه قومی، خرد فلسفی، فلسفه ناسیونالیستی-ایدئولوژیک، و فلسفه حرفه‌ای. در واقع این امر واقع‌بینانه‌تر خواهد بود که این گرایش‌ها را نماینده موقعیت فلسفه آفریقا بدانیم؛ با این درک که ممکن است بیش از یکی از آن‌ها با فلسفه مدرن مطابقت داشته باشد. (اوروکا بعدتر، دو دسته دیگر اضافه کرد: فلسفه ادبی/هنری و فلسفه هرمنوتیک. در دیاسپورای آفریقایی، تلاش فیلسوف آمریکایی مولانا کارنگا نیز در ارائه تعاریف متنوع برای درک فلسفه مدرن آفریقایی، قابل توجه بوده‌است.

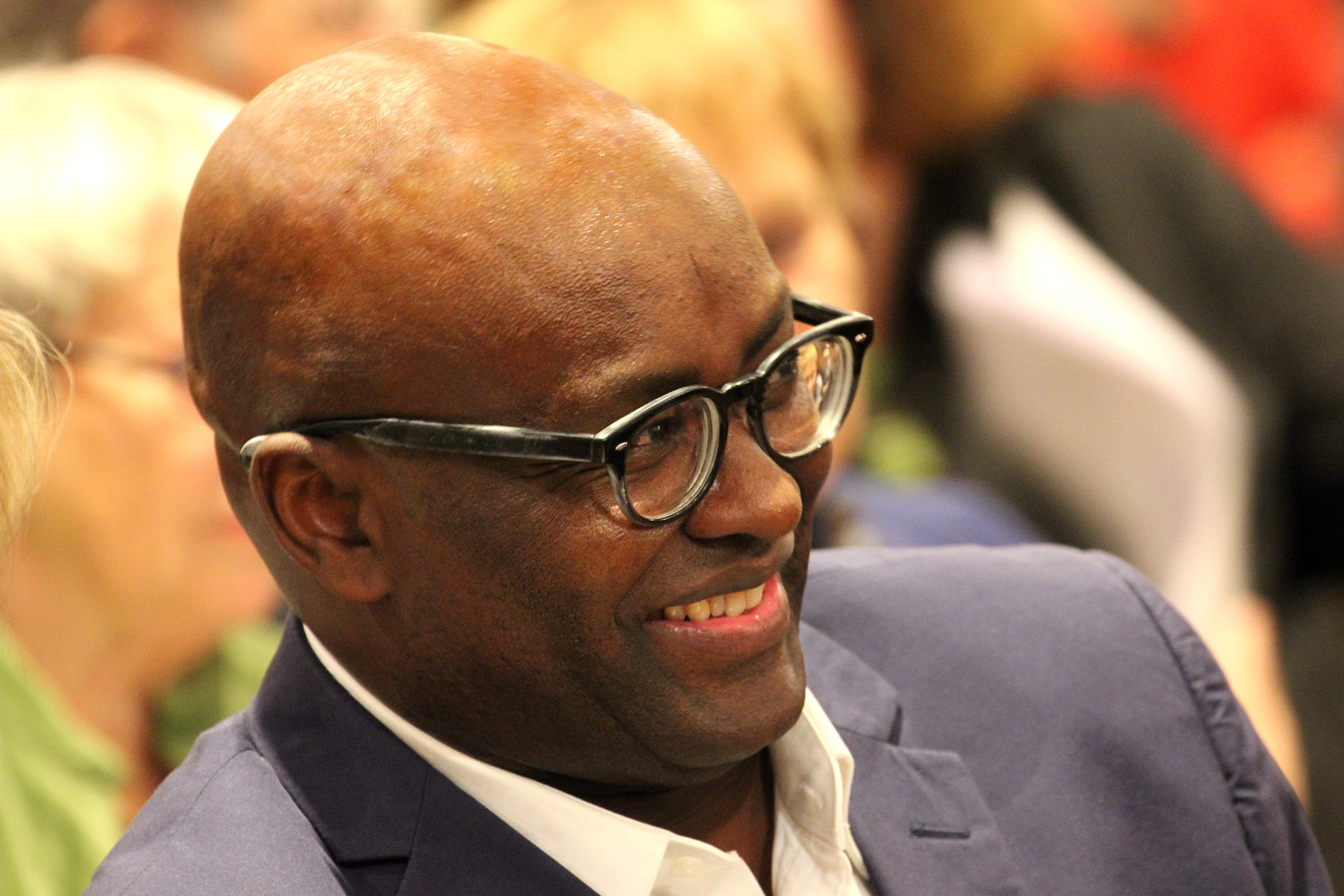
آشیل امببه، فیلسوف مدرن آفریقایی

یکی از افراد برجسته در فلسفه مدرن آفریقایی، آشیل امببه است. او با بسیاری از موضوع‌های مدرن، از جمله در مورد دولت، مرگ، سرمایه، نژادپرستی، و استعمار، از طریق لحن اخلاقی در آثارش به استدلال‌هایی اخلاقی و سیاسی در این موارد می‌پردازد. بسیاری از نظرات اخیر اممبه، از جمله «نقد عقل سیاه»، نشان می‌دهد که درک اروپا به‌عنوان نیرویی که در مرکز جهان نیست، نقطه‌ای است که فلسفه و جامعه باید از آن به جهان بنگرند. امببه ادعا می‌کند که می‌تواند در یک زمان خود را در چند جهان وجودی قرار دهد. به اعتقاد او این روش یک نقطه هم‌دلی ایجاد می‌کند که از آن می‌توان جهان را مشاهده کرد.

### قوم‌شناسی و حکمت فلسفی
فلسفه حکیمانه به هنری اودرا اوروکا از کنیا نسبت داده می‌شود. برای ثبت باورهای موجود در فرهنگ‌های آفریقایی از فلسفه قومی استفاده شده‌است. چنین رویکردی، فلسفه آفریقایی را شامل مجموعه‌ای از باورها، ارزش‌ها، مقوله‌ها و مفروضات مشترک می‌داند که در زبان، اعمال و باورهای فرهنگ‌های آفریقایی مستتر هستند. به‌طور خلاصه می‌توان گفت: جهان‌بینی منحصربه‌فرد آفریقایی. به این ترتیب، این فلسفه یک دارایی ناملموس اشتراکی است تا فعالیتی فردی.
یکی از طرف‌داران این شکل، پلاسید تمپلز (مبلغ فرانسیسکن بلژیکی در کنگو بود که با کتاب فلسفه بانتو معروف شد) در فلسفه بانتو استدلال کرد که مقولات متافیزیکی قوم بانتو در مقولات زبانی آن‌ها منعکس می‌شود. بر اساس این دیدگاه، فلسفه آفریقایی را می‌توان از مفروضات اساسی دربارهٔ واقعیت منعکس‌شده در زبان‌های آفریقا سرچشمه می‌گیرد، به بهترین نحو درک کرد.
نمونه دیگری از این نوع رویکرد، کار آلیگبری جوی آلاگوا از دانشگاه پورت هارکورت در نیجریه است، که در مقاله خود فلسفه آفریقایی در فلسفه آفریقا وجود فلسفه تاریخ در سنت شفاهی آفریقایی را که از ضرب‌المثل‌های سنتی دلتای نیجر نشأت می‌گیرد، استدلال می‌کند. آلاگوا بیان می‌کند که در فلسفه آفریقا، سن به‌عنوان عامل مهمی در کسب خرد و تفسیر گذشته تلقی می‌شود. او در تأیید این نظر ضرب‌المثلی مانند «روزهای بیشتر، خرد بیشتر» و «آنچه پیرمرد نشسته می‌بیند، جوان ایستاده نمی‌بیند» را ذکر می‌کند. حقیقت ابدی و تغییرناپذیر دیده می‌شود («حقیقت هرگز نمی‌پوسد»)، اما مردم در معرض خطا هستند («حتی یک اسب چهار پا هم می‌لغزد و می‌افتد»). قضاوت از روی ظاهر خطرناک است («چشم درشت به معنای دید دقیق نیست»)، اما می‌توان به مشاهده دست اول اعتماد کرد («کسی که می‌بیند خطا نمی‌کند»). گذشته در اساس متفاوت از زمان حال دیده نمی‌شود، اما تمام تاریخ، چون اتفاقات معاصر است («داستان‌نویس از فصل متفاوتی نمی‌گوید»). آینده فراتر از دانش باقی می‌ماند («حتی یک پرنده با گردن دراز نمی‌تواند آینده را ببیند»). با این وجود، گفته می‌شود: «خدا از ابدیت عمر خواهد کرد». تاریخ بسیار مهم تلقی می‌شود («کسی که از منشأ خود بی‌خبر است غیرانسانی است»)، و مورخان (معروف به «فرزندان خاک») بسیار مورد احترام هستند («پسر خاک چشمان تیزبین مار پیتون را دارد»). این استدلال‌ها را باید با ذره‌ای از نسبی‌گرایی فرهنگی در نظر گرفت، زیرا گستره فرهنگ در آفریقا فوق‌العاده وسیع است، با پدرسالاری، مادرسالاری، یکتاپرستی و دینداران سنتی در میان مردم، و به همین دلیل نگرش گروه‌های دلتای نیجر نمی‌تواند برای کل آفریقا تعمیم داده شود.
یکی دیگر از کاربردهای بحث‌برانگیز این رویکرد در مفهوم نگریتود تجسم یافته‌است. لئوپولد سدار سنگور، یکی از طرفداران نگریتود، استدلال کرد که رویکرد آفریقایی متمایز به واقعیت مبتنی بر احساسات است تا منطق. و خود را در مشارکت به جای تجزیه و تحلیل، و از طریق هنرها نشان می‌دهد تا علوم. از سوی دیگر، شیخ آنتا دیوپ و موبابینگ بیلولو، در حالی که موافق بودند که فرهنگ آفریقایی منحصربه‌فرد است، دیدگاه آفریقایی‌ها را از منظر احساسی و هنری به چالش کشیدند و استدلال کردند که مصر یک فرهنگ آفریقایی است که دستاوردهای آن در علم، ریاضیات، معماری و فلسفه بوده‌است. این فلسفه ممکن است به دلیل پیروزی‌های آشکار علمی نه تنها در مصر باستان، بلکه در نوبیا، مروئه، شبکه‌های تجاری گسترده و پادشاهی‌های شمال آفریقا، و غرب آفریقا، آفریقای مرکزی، شاخ آفریقا و زیمبابوه بزرگ و دیگر امپراتوری‌های بزرگ جنوب، جنوب شرقی و آفریقای مرکزی یافت شود.
منتقدان این رویکرد استدلال می‌کنند که کار فلسفی واقعی در تولید یک موضع فلسفی منسجم توسط فیلسوف دانشگاهی (مانند آلاگوآ) انجام می‌شود و گفته‌های همان فرهنگ را از راه‌های مختلف انتخاب کرده و سازمان‌دهی می‌کند، و سیستم‌های فکری بسیار متفاوت و اغلب متناقض را تولید می‌کند.
فلسفه حکیمانه نوعی روایت فردگرایانه از فلسفه قوم است که در آن فرد عقاید برخی از اعضای خاص یک جامعه را ثبت می‌کند. فرض در این‌جا این است که، اگرچه اکثر جوامع از اعضای خود درجاتی از انطباق باورها و رفتار را می‌طلبند، اما تعداد معدودی از آن اعضا به سطح بالایی از دانش و درک جهان‌بینی فرهنگ خود می‌رسند. چنین افرادی حکیم هستند و در برخی موارد، حکیم از دانش و درک صرف فراتر رفته و به تأمل و پرسش می‌پردازند.

### فلسفه حرفه‌ای آفریقا
فلسفه حرفه‌ای معمولاً به‌عنوان فلسفه‌ای شناخته می‌شود که توسط فیلسوفان آفریقایی آموزش‌دیده در سنت فلسفی غرب ساخته شده‌است، که دیدگاهی جهانی از روش‌ها و دغدغه‌های فلسفه را در بر می‌گیرد. آن فیلسوفانی که در این مقوله شناسایی می‌شوند، اغلب به صراحت مفروضات فلسفه قوم را رد می‌کنند و یک جهان‌بینی جهانی از فلسفه را اتخاذ می‌کنند که مستلزم آن است که تمام فلسفه برای همه مردم و فرهنگ‌های جهان قابل دسترس و قابل اجرا باشد. برخی از فیلسوفان آفریقایی که در این دسته طبقه‌بندی می‌شوند عبارتند از: هنری اودرا اوروکا، پائولین هونتونجی، پیتر بودونرین، کواسی وایردو، تسنای سرکوبرهان، مارسین تووا و لانسانا کیتا.

### فلسفه ناسیونالیستی و ایدئولوژیک
فلسفه ناسیونالیستی و ایدئولوژیک را می‌توان مورد خاصی از فلسفه حکیمانه در نظر گرفت که در آن نه حکیمان، بلکه ایدئولوگ‌ها موضوع آن هستند. از سوی دیگر، به‌عنوان زیرمجموعه‌ای از فلسفه سیاسی حرفه‌ای در نظر گرفته شده‌است. در هر دو صورت، همان نوع مشکل با حفظ تمایز بین ایدئولوژی و فلسفه، و همچنین بین مجموعه‌ای از ایده‌ها و شیوه‌های خاص استدلال به وجود می‌آید. به‌عنوان مثال می‌توان به سوسیالیسم آفریقایی، انکرومائیسم، هارامبی (هارامبی یک سنت کنیایی از رویدادهای خودیاری اجتماعی است) و اصالت آفریقایی (Authenticité) اشاره کرد.

### اخلاق آفریقایی
اگرچه مبحث اخلاق در آفریقا بسیار متنوع است، اما برخی از ایده‌های اخلاقی مشترک در بین بسیاری از گروه‌های قومی وجود دارد. در تعدادی از فرهنگ‌های آفریقایی، اخلاق بر شخصیت یک فرد متمرکز است و گفتن «او اخلاق ندارد» چیزی شبیه «او بی‌شخصیت است» ترجمه می‌شود. شخصیت یک فرد منعکس‌کننده انباشت اعمال و عادات رفتاری اوست. از این رو، می‌توان در طول زندگی یک فرد آن را تغییر داد. در برخی از فرهنگ‌های آفریقایی، «شخصیت» به انسان بالغی گفته می‌شود که فضایل اخلاقی از خود نشان می‌دهد، و فردی که بد رفتار می‌کند، حتی اگر انسان در نظر گرفته شود، یک فرد محسوب نمی‌شود.
در حالی که بسیاری از جوامع سنتی آفریقایی بسیار مذهبی هستند، مذاهب در آن‌ها بروز نکرده‌است، و اخلاق حول دستورات الهی متمرکز نیست. در عوض، اخلاق انسانی و سودمند است که بر بهبود عملکرد اجتماعی و شکوفایی انسان تمرکز دارد. از سوی دیگر، رفاه اجتماعی صرفاً مجموعه‌ای از رفاه فردی نیست. بلکه یک «خیر اجتماعی» جمعی وجود دارد که ارزش‌هایی مانند صلح و ثبات را همه می‌خواهند. به‌طور کلی، اخلاق آفریقایی اجتماعی یا جمعی است تا فردی و ایدئولوژیک. همکاری و نوع‌دوستی بسیار مهم تلقی می‌شود. بر خلاف بسیاری از اخلاقیات غربی، اخلاق آفریقایی بر وظایف رفتار اجتماعی اهمیت بیشتری قائل است تا حقوق‌فی نفسه.

### فلسفه آفریقایی
فلسفه آفریقایی کار فیلسوفان آفریقایی‌تبار و سایر فیلسوفان است که آثارشان به موضوع دیاسپورای آفریقایی می‌پردازد. فلسفه آفریقایی یک نام نسبتاً جدید (از دهه ۱۹۸۰) و در حال توسعه است که به تفکر آفریقایی داده شده‌است و سازمان‌های حرفه‌ای فسفه، از جمله انجمن فلسفی آمریکا به آن توجه نشان می‌دهند.
فلسفه آفریقایی شامل ایده‌ها، استدلال‌ها و نظریه‌های فلسفی است که برای افراد آفریقایی‌تبار مورد توجه است. برخی از موضوعات مورد بررسی توسط فلسفه آفریقایی عبارتند از: فلسفه آفریقای پیش از سقراط و مناظرات امروزی که در مورد تاریخ اولیه فلسفه غرب بحث می‌کنند، نوشته‌های پسااستعماری در آفریقا و قاره آمریکا، مقاومت سیاهان در برابر ظلم، اگزیستانسیالیسم سیاهان در ایالات متحده، و معنای «سیاهی» در دنیای مدرن.

## فهرست فیلسوفان آفریقایی
| الجزایر - آلبر کامو - لوئیس آلتوسر - محمد ارکون - آگوستین - مالک بن نبی - هلن سیکسوس - ژاک دریدا - فرانتز فانون - برنارد هانری لوی - محمد چاوکی زین بنین - پائولین جی. هونتونجی کامرون - آشیل امببه کنگو - ژاک دپلچین - وی مودیمبه - ارنست وامبا دیا وامبا - تئوفیل اوبنگا مصر - پتاه‌هتپ - کاگمنی اول - مصطفی عبدالرزیق - آرنوفیس - عبدالرحمن بداوی - محمد عثمان الخشت - جرج لائودیسه - حسن حنفی - ایحاب حسن - زکی نجیب محمود - عبدالوهاب المسیری - افلوطین - رفاع الطهطاوی - فؤاد زکریا - میمونیدس اتیوپی - والدا هیوات - زیرا یکوب گامبیا - کوچ بارما فال - آلیو ابریما چام جوف غنا - قوام نکرومه - نی بورتی بیلسون - قوام آنتونی آپیا - الحاج سلیم سواری - آنتون ویلهلم آمو - دابلیو. ئی. بی. دیو بویس - قوام جیکی - آتو سکی اتو - کواسی ویردو هلنیستی - آپولودوروس آتنی - کلیتیماخوس - دیو الکساندریا - دیونیسیوس کورنه - هراکلیدس لمبوس - هیپاتیا - لایسیدیس سیرینی | کنیا - جان امبیتی - میسر گیتائه موگو - هنری اودرا اوروکا - نگوگی وا تیونگو - پی. ال. او. لومومبا (فیلسوف) لیبی - یولیوس أفریکانوس - عارف علی ناید مالاویا - دیدیه کافاگاوانی مالی - آمادو هامپاته با مراکش - طه عبدالرحمن - آلن بدیو - بنسالم هیمیچ - محمد عابد الجابری - محمد عزیز لهبابی - جودا بن نسیم - محمد سبیلا - ابوالعباس السبطی - محمد الل سیناسور - حوریا سیناسور - عبدالطیف زیروآل موزامبیک - سورینو نگوئنا - خوزه پی کاستیانو نیجریه - اوبافمی آولووو - جان اولوبی سودیپو - چینوا آچهبه - وول سویینکا - ننه اسماء - امانوئل چوکودی ایزه - جوزف اول اومورگبه - عثمان دان فودیو - یوزفات اوبی اوگوجیوفور - ایکه اودیمگوو - تئوفیلوس اوکره - سوفی اولوول - اولوسگون تجو اولادیپو - کولاوول اول اولابی - کوین اوگوچوکو اونونالی رواندا - الکسیس کاگامه سنگال - شیخ آنتا دیوپ - لئوپولد سدار سنقر - سلیمان بچیر دیاگن - کوک بارما فال آفریقای جنوبی - اس‌کیا مفاهلیل - جون لانجالیبالیل دوب - استیو بیکو - گیفت گوگو مونا - امبوگو پی. مور - امبوگو راموس - امفو تشیفاز - دیوید بناتر تانزانیا - ژولیوس نیره تونس - راچیدا تریکی |